# Guglielmo Oppezzo
Guglielmo Oppezzo dit Momo (né le 11 juin 1926 à Balzola au Piémont et mort le 22 avril 1978 à Turin) est un joueur italien de football, qui évoluait au poste de milieu de terrain.

## Carrière
Surnommé Memo, il fait ses débuts en Serie A sous le maillot de Novare le 13 novembre 1949 lors d'un Novare-Venise (5-1).
Il joue également en première division avec les clubs de la Sampdoria et de la Juventus (avec qui il dispute son premier match le 13 septembre 1953 lors d'une victoire 3-1 sur Triestina), disputant en tout 199 matchs et inscrivant 12 buts. 
Il joue en Serie B avec le Pro Vercelli et Palerme, disputant au total 80 matchs.
Durant sa période à la Sampdoria, il joue deux matchs avec l'équipe d'Italie espoirs.

## Palmarès
Juventus
- Championnat d'Italie :
  - Vice-champion : 1953-54.